# Ciesky
Ciesky, auch Cießky, war ein Volumenmaß in Böhmen und entsprach dem Maß Seidel. Es war ein Getreidemaß.
- 1 Ciesky = 0,4876 Liter